# Зверево
Зверево (рус. Зверево) град је у Русији у Ростовској области. Према попису становништва из 2010. у граду је живело 22411 становника.

## Становништво
| 1939. | 1959.  | 1970.  | 1979.  | 1989.  | 2002.  | 2010.  |
| ----- | ------ | ------ | ------ | ------ | ------ | ------ |
| 7.500 | 10.853 | 16.644 | 21.695 | 28.206 | 25.356 | 22.411 |